# مگس‌گیر آبی تاناهجامپیا
مگس‌گیر آبی تاناهجامپیا (نام علمی: Cyornis djampeanus) نام یک گونه از سرده مگس‌گیرهای آبی است.